# Cúp quốc gia Scotland 1962–63
 Cúp quốc gia Scotland 1962–63  là mùa giải thứ 78 của giải đấu bóng đá loại trực tiếp uy tín nhất Scotland. Chức vô địch thuộc về Rangers khi đánh bại Celtic in the đấu lại Chung kết. Lễ bốc thăm trận đấu vòng Một giữa Airdrie và Stranraer đáng chú ý vì phải dời lại không ít hơn 33 lần do thời tiết khắc nghiệt trong mùa đông 1962–63 ở Anh.

## Vòng Một
| Đội nhà              | Tỉ số | Đội khách            |
| -------------------- | ----- | -------------------- |
| Airdrieonians        | 3 – 0 | Stranraer            |
| St Johnstone         | 1 – 0 | Stenhousemuir        |
| Partick Thistle      | 3 – 2 | Greenock Morton      |
| Falkirk              | 0 – 2 | Celtic               |
| Dundee United        | 3 – 0 | Albion Rovers        |
| East Stirlingshire   | 2 – 0 | Stirling Albion      |
| Gala Fairydean       | 4 – 0 | Keith                |
| Arbroath             | 2 – 0 | Dumbarton            |
| East Fife            | 5 – 0 | Edinburgh University |
| Forfar Athletic      | 1 – 3 | Hearts               |
| Inverness Caledonian | 1 – 5 | Dundee               |
| Inverness Thistle    | 0 – 2 | Queen of the South   |
| Raith Rovers         | 2 – 0 | Eyemouth United      |

## Vòng Hai
| Đội nhà             | Tỉ số | Đội khách            |
| ------------------- | ----- | -------------------- |
| Airdrieonians       | 0 – 6 | Rangers              |
| St Johnstone        | 1 – 2 | Aberdeen             |
| Cowdenbeath         | 2 – 3 | Dunfermline Athletic |
| Celtic              | 3 – 1 | Hearts               |
| East Stirlingshire  | 1 – 0 | Motherwell           |
| Partick Thistle     | 1 – 1 | Arbroath             |
| Dundee              | 8 – 0 | Montrose             |
| East Fife           | 1 – 1 | Third Lanark         |
| Ayr United          | 1 – 2 | Dundee United        |
| Berwick Rangers     | 1 – 3 | St Mirren            |
| Brechin City        | 0 – 2 | Hibernian            |
| Gala Fairydean      | 1 – 1 | Duns                 |
| Hamilton Academical | 1 – 1 | Nairn County         |
| Kilmarnock          | 0 – 0 | Queen of the South   |
| Queen’s Park        | 5 – 1 | Alloa Athletic       |
| Raith Rovers        | 3 – 2 | Clyde                |

### Đấu lại
| Đội nhà            | Tỉ số | Đội khách           |
| ------------------ | ----- | ------------------- |
| Arbroath           | 2 – 2 | Partick Thistle     |
| Duns               | 1 – 2 | Gala Fairydean      |
| Queen of the South | 1 – 0 | Kilmarnock          |
| Third Lanark       | 2 – 0 | East Fife           |
| Nairn County       | 1 – 2 | Hamilton Academical |

### Đấu lại lần 2
| Đội nhà  | Tỉ số | Đội khách       |
| -------- | ----- | --------------- |
| Arbroath | 2 – 3 | Partick Thistle |

## Vòng Ba
| Đội nhà            | Tỉ số | Đội khách            |
| ------------------ | ----- | -------------------- |
| Aberdeen           | 4 – 0 | Dunfermline Athletic |
| Queen of the South | 3 – 0 | Hamilton Academical  |
| Rangers            | 7 – 2 | East Stirlingshire   |
| St Mirren          | 1 – 1 | Partick Thistle      |
| Dundee             | 1 – 0 | Hibernian            |
| Celtic             | 6 – 0 | Gala Fairydean       |
| Third Lanark       | 0 – 1 | Raith Rovers         |
| Queen’s Park       | 1 – 1 | Dundee United        |

### Đấu lại
| Đội nhà         | Tỉ số | Đội khách    |
| --------------- | ----- | ------------ |
| Partick Thistle | 0 – 1 | St Mirren    |
| Dundee United   | 3 – 1 | Queen’s Park |

## Tứ kết
| Đội nhà       | Tỉ số | Đội khách          |
| ------------- | ----- | ------------------ |
| Dundee        | 1 – 1 | Rangers            |
| Raith Rovers  | 2 – 1 | Aberdeen           |
| St Mirren     | 0 – 1 | Celtic             |
| Dundee United | 1 – 1 | Queen of the South |

### Đấu lại
| Đội nhà            | Tỉ số | Đội khách     |
| ------------------ | ----- | ------------- |
| Queen of the South | 1 – 1 | Dundee United |
| Rangers            | 3 – 2 | Dundee        |

### Đấu lại lần 2
| Đội nhà       | Tỉ số | Đội khách          |
| ------------- | ----- | ------------------ |
| Dundee United | 4 – 0 | Queen of the South |

## Bán kết
| Celtic | 5 – 2 | Raith Rovers |
| ------ | ----- | ------------ |
|        |       |              |

| Rangers | 5 – 2 | Dundee United |
| ------- | ----- | ------------- |
|         |       |               |

## Chung kết
| Rangers     | 1 – 1 | Celtic        |
| ----------- | ----- | ------------- |
| Ralph Brand |       | Bobby Murdoch |

Đội bóng
| RANGERS:               |  |                  |
|                        |  |                  |
| GK                     |  | Billy Ritchie    |
| RB                     |  | Bobby Shearer    |
| LB                     |  | David Provan     |
| RH                     |  | John Greig       |
| CH                     |  | Ronnie McKinnon  |
| LH                     |  | Jim Baxter       |
| RW                     |  | Willie Henderson |
| IR                     |  | George McLean    |
| CF                     |  | Jimmy Millar     |
| IL                     |  | Ralph Brand      |
| LW                     |  | Davie Wilson     |
| ’‘‘Huấn luyện viên:’’’ |  |                  |
| Scot Symon             |  |                  |

| CELTIC:                |  |                 |
|                        |  |                 |
| GK                     |  | Frank Haffey    |
| RB                     |  | Duncan MacKay   |
| LB                     |  | Jim Kennedy     |
| RH                     |  | John McNamee    |
| CH                     |  | Billy McNeill   |
| LH                     |  | Billy Price     |
| RW                     |  | Jimmy Johnstone |
| IR                     |  | Bobby Murdoch   |
| CF                     |  | John Hughes     |
| IL                     |  | John Divers     |
| LW                     |  | Frank Brogan    |
| ’‘‘Huấn luyện viên:’’’ |  |                 |
| Jimmy McGrory          |  |                 |

### Đấu lại
| Rangers                    | 3 – 0 | Celtic |
| -------------------------- | ----- | ------ |
| Ralph Brand · Davie Wilson |       |        |

Đội bóng
| RANGERS:               |  |                  |
|                        |  |                  |
| GK                     |  | Billy Ritchie    |
| RB                     |  | Bobby Shearer    |
| LB                     |  | David Provan     |
| RH                     |  | John Greig       |
| CH                     |  | Ronnie McKinnon  |
| LH                     |  | Jim Baxter       |
| RW                     |  | Willie Henderson |
| IR                     |  | Ian McMillan     |
| CF                     |  | Jimmy Millar     |
| IL                     |  | Ralph Brand      |
| LW                     |  | Davie Wilson     |
| ’‘‘Huấn luyện viên:’’’ |  |                  |
| Scot Symon             |  |                  |

| CELTIC:                |  |                 |
|                        |  |                 |
| GK                     |  | Frank Haffey    |
| RB                     |  | Duncan MacKay   |
| LB                     |  | Jim Kennedy     |
| RH                     |  | John McNamee    |
| CH                     |  | Billy McNeill   |
| LH                     |  | Billy Price     |
| RW                     |  | Bobby Craig     |
| IR                     |  | Bobby Murdoch   |
| CF                     |  | John Divers     |
| IL                     |  | Stevie Chalmers |
| LW                     |  | John Hughes     |
| ’‘‘Huấn luyện viên:’’’ |  |                 |
| Jimmy McGrory          |  |                 |